# Metribuzin
Metribuzin ist ein Wirkstoff zum Pflanzenschutz und eine chemische Verbindung aus der Gruppe der Triazinone.

## Gewinnung und Darstellung
Metribuzin kann durch eine mehrstufige Reaktion von Pinacolon mit Sulfurylchlorid und Dimethylamin und anschließende Reaktion der Zwischenprodukte mit Natriumhydroxid, Thiocarbonohydrazid und Methyliodid oder Methylbromid gewonnen werden.

## Eigenschaften
Metribuzin ist ein brennbarer farbloser Feststoff mit charakteristischem Geruch, der schwer löslich in Wasser ist.

## Verwendung
Metribuzin wird als Wirkstoff in Pflanzenschutzmitteln verwendet. Es wird als Herbizid beim Einsatz bei Kartoffeln, Weizen, Tomaten, Möhren und weiteren verwendet und wirkt durch Hemmung des Elektronentransportes bei der Photosynthese. Es wird häufig in Kombination mit anderen Pflanzenschutzmitteln eingesetzt, so unter dem Handelsnamen Saline (mit Trifluralin) und Turbo (mit Metolachlor), alleine trägt es beispielsweise die Handelsnamen Mistral oder Sencor. Metribuzin wurde 1973 in den Vereinigten Staaten für den Einsatz als Herbizid registriert. Im Juli 1985 wurde eine Standard-Registrierung (PB86-NTIS # 174216) ausgestellt. 2011 wurden dort knapp 1000 t Metribuzin eingesetzt.

## Zulassung
Metribuzin wurde in der Europäischen Union mit Wirkung vom 1. Oktober 2007 in die Liste der zulässigen Pflanzenschutzmittel-Wirkstoffe aufgenommen. In Deutschland und Österreich waren Präparate mit Metribuzin erhältlich. Die Zulassung in der EU lief zum 24. November 2024 aus. In der Schweiz sind Pflanzenschutzmittel mit diesem Wirkstoff zugelassen, die Ausverkaufsfrist läuft noch bis zum 1. Januar 2026 und die Verwendungsfrist bis zum 1. Juli 2026.

## Ökologie
Metribuzin hat aus ökotoxikologischer Perspektive negativen Einfluss auf aquatische Organismen. Der Median der EC50 (96 Std.) für Algen liegt bei 0,043 mg/l. Die PNEC wird mit 0,12 µg/l angegeben. In der Schweiz wurde der Grenzwert für die zugelassene Konzentration in Oberflächengewässern im Jahresmittel mit 0,058 µg/l festgelegt. Die Konzentration von Metribuzin lag 2022 bei Regeluntersuchungen von 14-Tages-Mischproben aus 38 schweizerischen Fließgewässern 13 mal über diesem Grenzwert.